# Maciej Frankiewicz (malarz)
Maciej Frankiewicz (ur. 4 lipca 1968 w Starachowicach) – polski artysta malarz, propagator kultury żydowskiej, współinicjator powstania Izby Pamięci Żydów w Starachowickim Centrum Kultury.

## Życiorys
Absolwent Szkoły Rolniczej w Bałtowie. Od roku 1988 mieszka wraz z żoną Anitą i dwanaściorgiem potomków w Starachowicach. Już od końca lat osiemdziesiątych Frankiewicza fascynuje historia Wierzbnika, miasteczka nad rzeką Kamienną, które obecnie jest częścią miasta Starachowice. Dla artysty pasjonujące są zwłaszcza dzieje społeczności żydowskiej, która w Wierzbniku obecna była przez ponad 200 lat. Frankiewicz od początku lat 90. gromadzi pamiątki, dokumenty i ślady po przedwojennych mieszkańcach tego „sztetl” nad Kamienną. Wraz z żoną Anitą, z pomocą władz miasta Starachowice, zakłada w roku 2001 Izbę Pamięci Żydów w Starachowickim Centrum Kultury. W roku 2004 za swą twórczość artystyczną i działalność na rzecz upamiętniania kultury żydowskiej dostaje specjalny dyplom Ambasadora Izraela w Polsce.

## Twórczość
Obok obrazów, w których przewija się tematyka egzystencjalna, wątki kultury masowej, wariacje na podstawie dzieł klasyków literatury, malarstwa i kina, głównym tematem prac Frankiewicza pozostaje przestrzeń duchowa i fizyczna dawnej społeczności żydowskiej, a główną inspiracją ulice, domy i postaci związane z Wierzbnikiem.
Frankiewicz traktuje obrazy niczym wiersze, spisywane sekwencje wrażeń, skojarzeń, myśli, zarejestrowane „drobiny”, które pozwalają lepiej znieść obcowanie z pustką po nieobecnych.
Większość obrazów artysty malowana jest w technikach mieszanych. Często znajdziemy prace wykonane akwarelą, pastelem suchym, piórkiem, kredką świecową, a nawet flamastrem. Najczęściej używane podłoża to papier, karton i deska.

## Wystawy
Najważniejsze wystawy prac Macieja Frankiewicza:
1. The Al Green Gallery, Kanada, 2010
2. Ashkenaz Festival, Toronto, Kanada 2008
3. Muzeum Bojowników Getta w Izraelu, 1999
4. Synagoga Poppera, Krakowski Kazimierz, 1996
5. Galeria Centrum Nowohuckiego Centrum Kultury, Kraków, 1996
6. Centrum Kultury Żydowskiej, Kraków, 1997
7. Staromiejskie Centrum Kultury, Kraków, 2001
8. Muzeum Przyrody i Techniki im. Jana Pazdura w Starachowicach, 2012
9. Starachowickie Centrum Kultury, 2018